# Carabaña
Carabaña è un comune spagnolo di 1 167 abitanti situato nella comunità autonoma di Madrid.